# Crisfield (Maryland)
Crisfield ist eine Stadt mit dem Status „City“ im Somerset County im US-Bundesstaat Maryland. Das U.S. Census Bureau hat bei der Volkszählung 2020 eine Einwohnerzahl von 2475 ermittelt.

## Geographie
Die Stadt liegt am Ostufer der Chesapeake Bay, etwa 40 Kilometer südwestlich von Salisbury und 160 Kilometer südöstlich von Baltimore.

## Geschichte

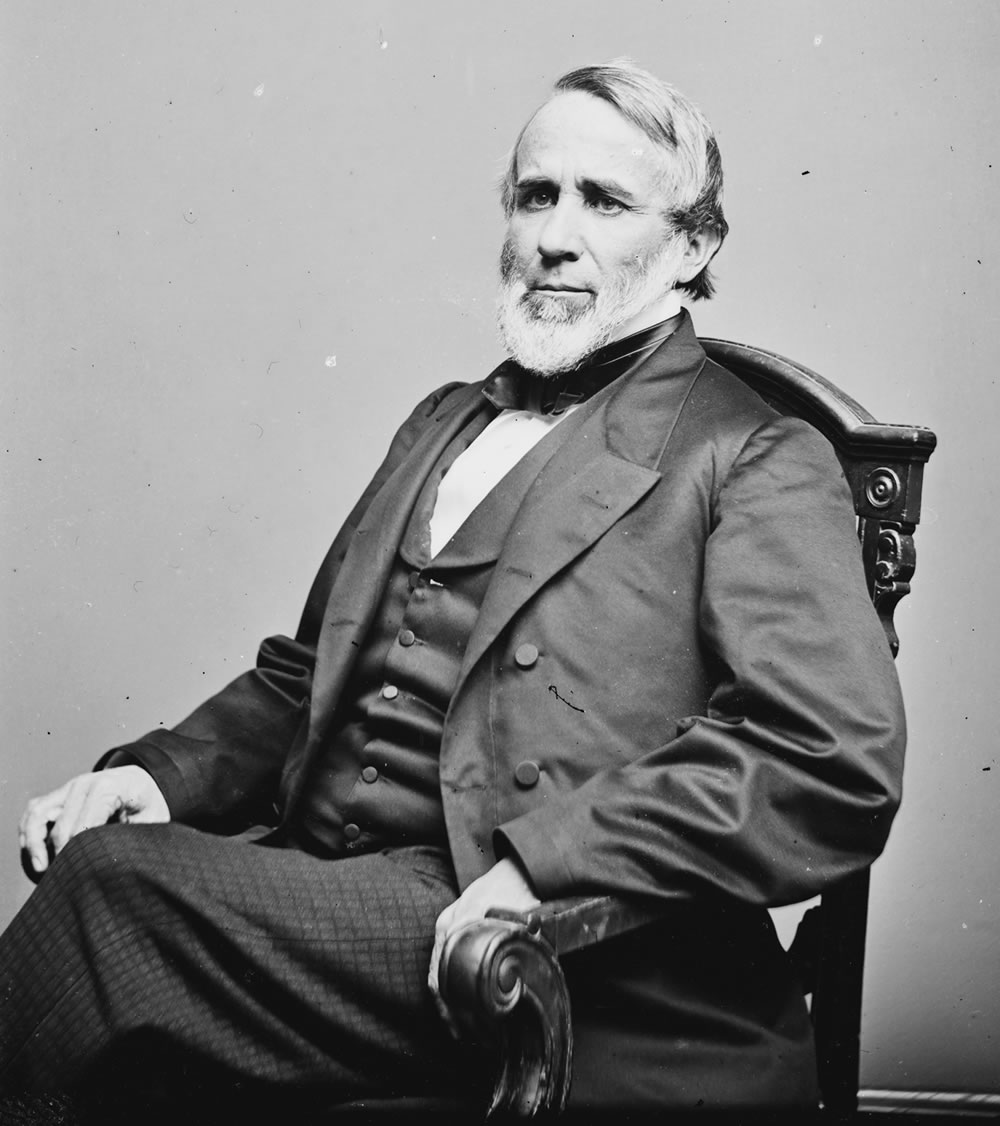
John W. Crisfield

Die Annemessex, ein zu den Algonquin zählender Indianerstamm waren die Ureinwohner der Gegend. Daran angelehnt trug der Ort zunächst den Namen Annemessex Neck. Im Jahre 1663 ließ sich der Siedler Benjamin Summers (zuweilen auch Somers geschrieben) aus Yorkshire dort nieder, woraufhin der Ort den Namen Somers Cove erhielt. Schon bald erwiesen sich die umfangreichen Austern- und Blaukrabbenvorkommen in der Chesapeake Bay als lukrativer Geschäftszweig und weitere Siedler ließen sich nieder. John W. Crisfield, ein Politiker und Präsident der Eastern Shore Railroad schaffte 1866 eine Anbindung an diese Eisenbahnlinie, wodurch der Ort einen gewaltigen Aufschwung erlebte, im Jahre 1872 die Rechte einer City erhielt und zu seinen Ehren in Crisfield umbenannt wurde. Bald wurde Seafood auf dem Schienen- und Seeweg in alle Teile der Vereinigten Staaten transportiert und der Ort erhielt den auch heute noch verwendeten Spitznamen Seafood Capital of the World (Welthauptstadt der Meeresfrüchte). 1904 war die City of Crisfield mit 25.000 Einwohnern nach Baltimore die zweitgrößte Stadt im Bundesstaat Maryland.  Als die Erträge der Meeresfrüchte nachließen, verließen auch viele Bewohner die Stadt und einige Fabriken gaben den Betrieb auf.
Folgende historisch wertvolle Gebäude und Plätze sind im National Register of Historic Places aufgeführt: Crisfield Armory, Crisfield Historic District, Cullen Homestead Historic District, Make Peace, Nelson Homestead, Capt. Leonard Tawes House und Ward Brothers’ House and Shop.
Heute ist Crisfield ein touristisch aufblühender Ort, der in kleinerem Maßstab das Seafoodgeschäft mit vielen Spezialitätenrestaurants und kleineren Verarbeitungsbetrieben aufrechterhält.

## Veranstaltungen
In Crisfield finden alljährlich mehrere Veranstaltungen statt, die in den meisten Fällen mit der Seafood-Industrie in Zusammenhang stehen. Dazu zählen: Die National Hard Crab Derby Fair, das Scorchy Tawes Pro-Am Fishing Tournament, der J. Millard Tawes Crab and Clam Bake Contest, ein Boat Docking Contest, das Freedom Fest, eine Parade durch die Innenstadt sowie der Crisfield Maryland Crab Derby Carnival mit einem Krabben-Rennen (Crisfield Maryland Crab Derby Race).

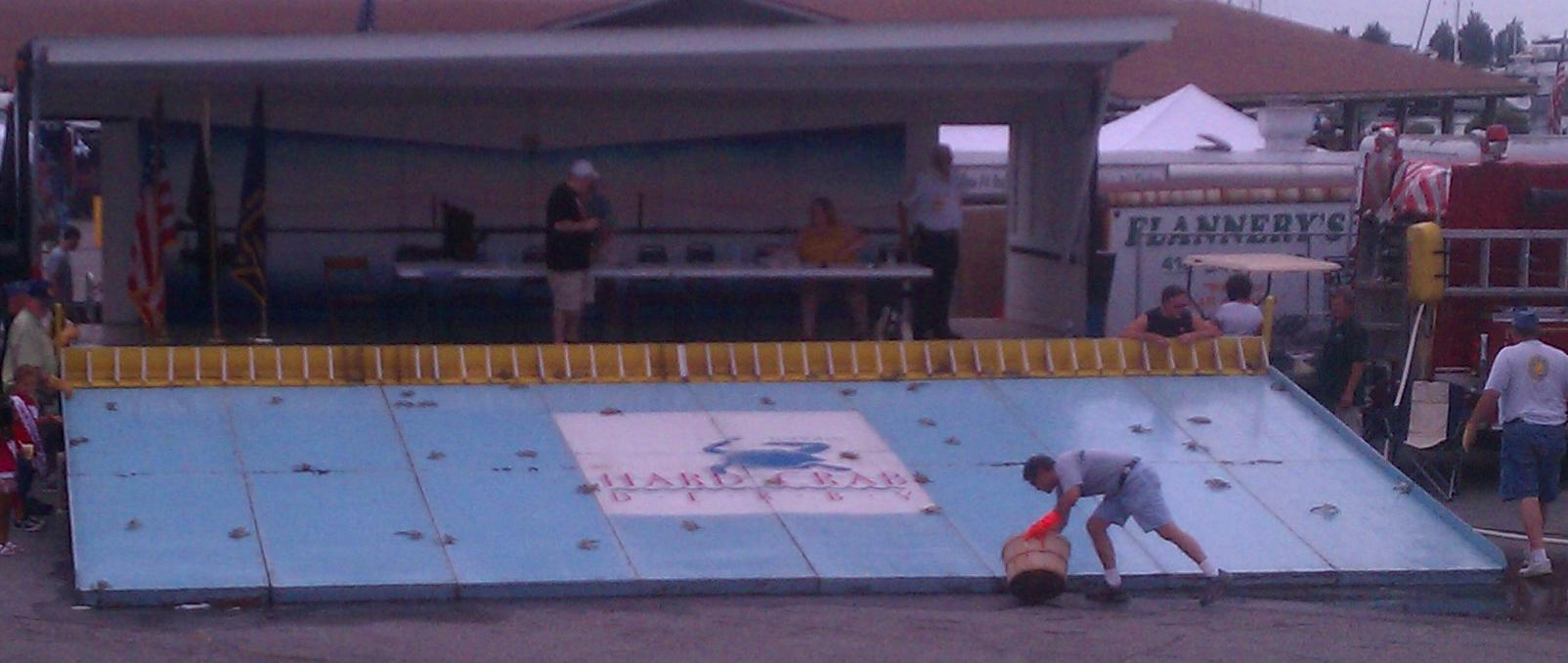
Krabben-Rennen (Crisfield Maryland Crab Derby Race)

## Demografische Daten
Im Jahr 2013 wurde eine Einwohnerzahl von 2695 Personen ermittelt. Das Durchschnittsalter lag zu diesem Zeitpunkt mit 39,3 Jahren in der Größenordnung des Wertes von Maryland, der 38,2 Jahre betrug. 36,2 % der Einwohner sind Afroamerikaner.

## Söhne und Töchter der Stadt
- John Millard Tawes (1894–1979), Politiker
- William W. Quinn (1907–2000), Generalleutnant der United States Army